# Minuccio Minucci
Minuccio Minucci (Serravalle, 17 gennaio 1551 – Monaco di Baviera, 7 marzo 1604) è stato un arcivescovo cattolico italiano, consigliere dei duchi Wittelsbach, diplomatico del ducato di Baviera, segretario della Congregatio Germanica e arcivescovo di Zara.

## Biografia
Nacque il 17 gennaio 1551 a Serravalle. Dal 1567 la famiglia lo mandò per qualche anno da suo zio Andrea Minucci, che era arcivescovo di Zara. Si laureò in diritto canonico all'università di Padova.
Nel 1573 divenne segretario delle delegazioni apostoliche a Innsbruck, Salisburgo e Monaco di Baviera. Incominciarono gli stretti rapporti con la casata di Wittelsbach. Dopo la morte del nunzio divenne il segretario del cardinale Ludovico Madruzzo, principe vescovo di Trento. Con lui Minucci viaggiò verso la Dieta di Augusta nel 1582.
È particolarmente conosciuto un suo volume sulla storia degli Uscocchi, che vivevano sulla costa dalmata al tempo di Minucci.
Il 7 febbraio 1596 fu eletto arcivescovo di Zara e fu consacrato vescovo il 10 marzo dello stesso anno.
Morì nel 1604 durante un breve soggiorno a Monaco di Baviera e fu sepolto nella chiesa di San Michele.

## Fondazione Minuccio Minucci
A Vittorio Veneto, "per espresso lascito testamentario" del commendatore Giacomo Camillo De Carlo, è stata istituita la Fondazione Minuccio Minucci.

## Genealogia episcopale
La genealogia episcopale è:
- Vescovo Gabriele del Monte
- Cardinale Filippo Sega
- Arcivescovo Minuccio Minucci